# Бетті Джин Хаген
Бетті Джин Хаген, Хейген (англ. Betty Jean Hagen; 17 жовтня 1930, Едмонтон — 29 грудня 2016) — канадська скрипалька.

## Біографія
Навчалася в Торонтській консерваторії у Гези де Креса та у Джульярдській школі в Івана Галамяна.
1950 року виграла Наумбурговський конкурс молодих виконавців, з цього ж року гастролювала Північною Америкою та Європою з сольними виступами та в складі фортепіанного тріо.
Протягом 1950-х років здобула кілька нагород у різних країнах, у тому числі перші премії Конкурсу скрипалів імені Карла Флеша в Лондоні (1953) та Конкурсу імені Левентрітта в Нью-Йорку (1955), а також Міжнародну музичну премію Гаррієт Коен (1952). Виступала з такими диригентами, як Герберт фон Караян та Дімітріс Мітропулос;
1962 року здобула сьому премію Другого Міжнародного конкурсу імені Чайковського. Надалі Хаген в меншій мірі концертувала як солістка, проте багато виступала в складі різних камерних ансамблів, з 1975 по 2004 рік була концертмейстеркою в декількох другорядних американських оркестрах, викладала.